# Nymboi-Binderay National Park
Nymboi-Binderay National Park är en park i Australien. Den ligger i kommunen Clarence Valley och delstaten New South Wales, i den sydöstra delen av landet, omkring 440 kilometer norr om delstatshuvudstaden Sydney.
Runt Nymboi-Binderay National Park är det ganska glesbefolkat, med 38 invånare per kvadratkilometer.. Närmaste större samhälle är Lowanna, omkring 19 kilometer sydost om Nymboi-Binderay National Park. 
I omgivningarna runt Nymboi-Binderay National Park växer i huvudsak städsegrön lövskog. Genomsnittlig årsnederbörd är 1 518 millimeter. Den regnigaste månaden är januari, med i genomsnitt 324 mm nederbörd, och den torraste är oktober, med 6 mm nederbörd.